# 郏县
郏县是中华人民共和国河南省平顶山市下辖的一个县。面积737平方公里，总人口约51万人，县人民政府驻龙山街道行政路。

## 历史

### 历史沿革
郏县县境在春秋时期曾属郑国，在此置郏邑，后为楚国据有。战国时期为韩国地。秦朝时初置郏县，属颍川郡。西汉承秦制，属豫州刺史部。东汉时郏县建制撤销。三国时该地属曹魏，复置郏县，仍属豫州颍川郡。西晋改属襄城郡。东晋十六国时期，先后为后赵、前燕、前秦、东晋、后秦等政权所占据。南北朝时初属北魏，先后改县名为郏城（属南阳郡）、龙山（属襄城郡）。后属东魏，置顺阳郡，为郡治所在地，至北周时期，一度曾改置辅城郡。隋初郡废，改龙山县为汝南县，开皇十八年（598年）改县名为辅城，大业初年复为辅城县，属襄城郡。唐朝以郏县建制属汝州。北宋初仍属汝州，崇宁四年（1105年）改属颍昌府，归京西北路辖治。金朝复改为郏城县，属汝州，归南京路管辖。元朝至元三年（1266年）废除郏城县，并入梁县，后恢复该县建制，称郏县，归南阳府汝州管辖。明朝仍称郏县，属汝州直隶州。清承明制，政区建制不变，属南汝光道。
中华民国时期，1914年将郏县划归河洛道管辖，1932年属河南省第五行政督察区辖治。中华人民共和国成立后，郏县先后属许昌专区、许昌地区管辖。1986年1月，郏县划归平顶山市管辖至今。

### 历史事件
1955年，毛泽东为郏县大李庄乡批示“农村是一个广阔的天地，在那里是可以大有可为的”，开始了知识青年上山下乡运动，该乡后来更名为广阔天地乡。

## 自然地理
郏县地处外方山前倾斜平原区，北汝河谷地东端。全县地势起伏呈马鞍状，西北及东南部地势较高，中部地势较低。其中西北部为箕山低中山丘陵区，海拔150-791米，全县地势最高处即位于最高点此区域郏县、汝州、禹州三地交界处的三管山，海拔790.8米。东南部为外方山余脉，主要由低山组成，海拔110-420米。中部为北汝河冲积平原，海拔86-160米。全县山地面积占18.3％，丘陵面积占35.1％，平原面积占46.6％。北汝河是境内最大河流，过境长48公里，在境内有12条支流，流域面积98平方公里。

## 行政区划
郏县下辖2个街道办事处、8个镇、4个乡、1个民族乡：
龙山街道、东城街道、冢头镇、安良镇、堂街镇、薛店镇、长桥镇、茨芭镇、黄道镇、李口镇、王集乡、姚庄回族乡、白庙乡、广阔天地乡和渣园乡。

## 人口
根據第七次人口普查數據，截至2020年11月1日零時，郟縣常住人口506377人。

## 交通
郑栾高速从郏县东部过境，为郏县主要的联外高速公路。此外，郏县主要的公路干线还有 344国道。2019年通车的郑渝高速铁路经过郏县，在县城东南设郏县站。

## 经济
2022年，郏县生产总值为人民币232.61亿元，人均生产总值46,146元，在河南省各县级行政区（不含市辖区）中分别排第78位和第63位。第一产业、第二产业和第三产业的生产总值分别为26.52亿元、101.97亿元和104.12亿元。
郏县是河南省粮食生产核心区和高产巩固县，粮食作物以小麦、玉米、大豆、红薯为主，常年粮食总产量在30万吨以上。郏县是烤烟的重要产区之一，烟叶常年种植面积7万亩以上。郏县红牛是全国八大良种黄牛之一，常年存栏量6万头左右。郏县是全国最大的铸铁锅生产基地和聚散地，被中国轻工业联合会、中国五金制品协会授予“中国铸铁锅之都”称号。郏县铸铁锅年产量7000万口，占全国的2/3以上。2021年，“郏县铁锅铸造技艺”入选河南省非物质文化遗产。

## 文化
郏县有中国长寿之乡、中国书法之乡、中国郏县红牛之乡、中国铸铁锅之乡、中国美食之乡、中国诗歌之乡等称号。

### 文物古迹

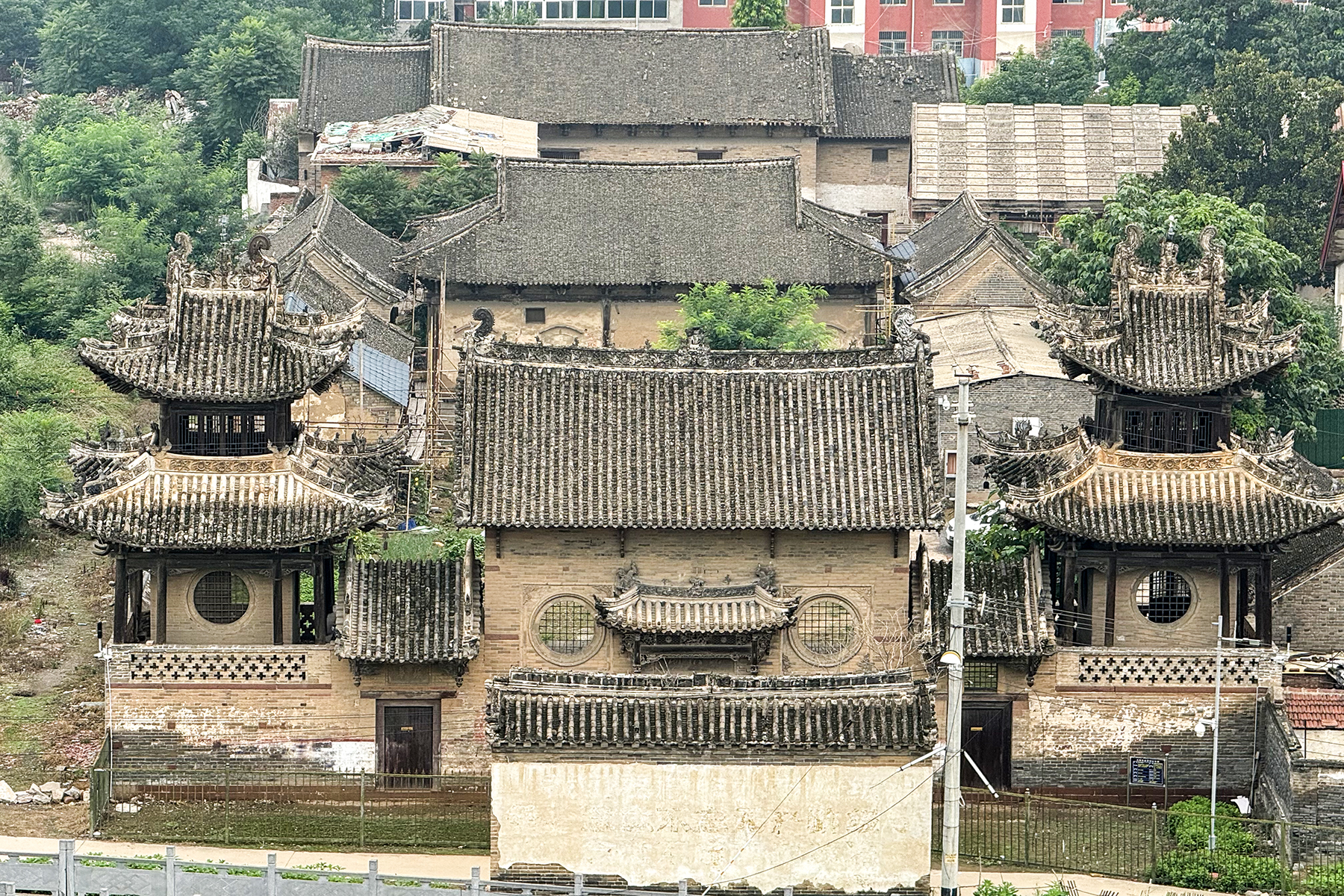
郏县山陕会馆

郏县境内有全国重点文物保护单位4处和河南省文物保护单位20处，其中4处全国重点文物保护单位分别为：
- 三苏祠和墓：位于茨芭镇，为北宋时期著名文学家、政治家苏洵、苏轼、苏辙父子三人的墓冢和纪念祠。
- 郏县文庙：位于郏县老城南街中段东侧，始建于五代后周显德元年（公元954年），金泰和六年（公元1206年）在原址上复扩建为官方文庙，后历经扩建，现存建筑22栋71间，被称为全国保存最好的县级文庙。
- 临沣寨：位于堂街镇辖区，创建于明朝，重建于清朝。同治元年（公元1862年）以红石筑寨，有“中原第一红石古寨”之称。寨墙平面呈椭圆形，周长1100米，高6.6米，上有哨楼五座，垛子800个。寨西北、西南、东南分别设“临沣”、“来曛”、“溥滨”三门。寨外有13米宽的护寨河绕寨一周。临沣寨内现有明清建筑100余栋、400多间，属典型的中原民居风格[8]。
- 郏县山陕会馆：创建于清康熙三十二年（1693年）。由山西、陕西二省客商捐资兴建，为山陕客商往来的驿站和洽谈生意、迎宾宴客、联络交流的商会场所。现存照壁、戏楼、钟楼、鼓楼、东西廊房、正殿、后殿等古建筑，保存完好。

### 其他景点
- 中顶莲花山是道教名山，天下三顶之一。

### 特色饮食
郏县本地饮食号称有“六绝”：豆腐菜、炖三宝、茶水、饸饹、烧鸡、红牛肉。豆腐菜源于郏县薛店镇，全称为豆腐粉条菜。豆腐菜的汤是由山羊羊骨、大骨等为原料熬制，原料包括切成丝的炸豆腐和红薯粉粉条，辅以茴香、八角、辣椒、胡椒、枸杞、肉桂等三十余种佐料。郏县饸饹原以荞麦面，高粱面为主要原料，现今大部分以小麦面为主。佐料有党参、首乌、当归、枸杞等16种中草药，并以辣椒油为调料，配以熟羊肉、葱花等熬制的羊肉汤，形成郏县特色的滋补饸饹。

### 历史名人
历史上出生于郏县的著名人物有西汉武将韩千秋、韩延年父子，东汉云台二十八将中的铫期和臧宫，唐朝官员孙处约和武将马燧，元朝官员迺贤和月鲁不花，明朝学者李希颜和官员王尚絅，清朝学者仝轨等。现当代较著名的郏县人还包括创造“速成识字法”的祁建华、曾任中共中央办公厅副主任的冯岭安、中国人民解放军中将张国栋等人。